# Tadmit
Tadmit est une commune de la wilaya de Djelfa en Algérie.

## Géographie
La commune de Tadmit est située dans la partie Sud-Ouest de la wilaya de Djelfa, à la limite de la wilaya de Laghouat.
Elle couvre une superficie de 788,58 km2 (repr. 2,44% de la Wilaya), et fait partie du territoire de l’Atlas Saharien. Elle fait partie de la Daïra de Ain El Ibel qui compte quatre communes (Ain el Ibel, Zaccar, Moudjebara, et Tadmit).

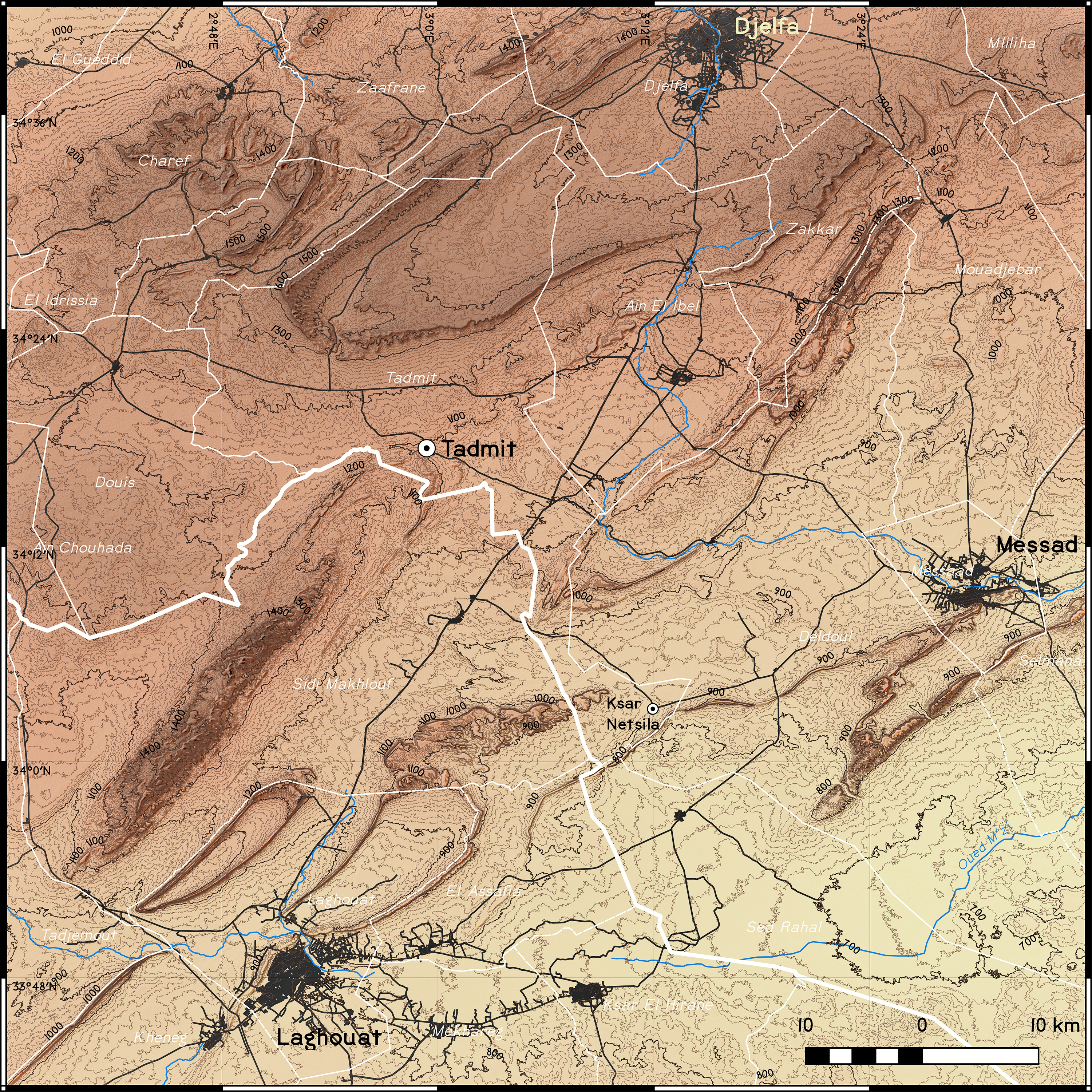
Carte topographique de Tadmit

## Histoire

### Antiquité

#### Description de Guénin (1889)
Dans sa « Notice sur les ruines de Tadmit » de 1889, Guénin décrit de nombreuses ruines de villes, de villages, de postes et d'enceintes de défense découvertes à Tadmit et ses environs. Cette description étant pratiquement la seule disponible, elle est développée ci-bas en détail. Un commentaire critique suivra plus bas.
Selon l'auteur, l'attribution des ruines, qu'elles soient romaines ou berbères, demeure incertaine ; seules des fouilles, inscriptions ou poteries pourraient éclairer leur origine. Guénin estime probable qu'une petite colonie romaine se soit établie à Tadmit, en raison des similitudes entre ses ruines et celles de Messaâd où les Romains avaient également résidé dans la même vallée [voir aussi Alan Bowman  ou Albertini , ainsi que plus bas].
Autrefois, un village aurait occupé le site actuel du Pénitencier (voir plus bas), tandis que sur la rive opposée de l'Oued-Tadmit, auraient subsisté les vestiges d'une ville avec des maisons de forme régulière et des murs bien construits. Ces deux centres, nichés au pied des rochers qui resserrent le lit de la rivière, auraient semblé avoir été érigés pour protéger les bas-fonds contre les attaques venant du nord-ouest. La ville sur la rive gauche était entourée d'un mur d'environ un mètre d'épaisseur. Chaque ville était également défendue par un « véritable oppidum », avec des remparts doubles, couronnant les sommets des collines sur lesquelles elles étaient édifiées, comme le souligne Guénin. Des réduits et tours surveillaient les cols.
Guénin décrit également que le centre d'occupation le plus important se trouvait probablement au pied du Kef-el-Boura, où d'importants amas de ruines s'étendent sur environ un kilomètre de longueur et 600 mètres de largeur. Il aurait été manifeste qu'une ville considérable occupait autrefois cet endroit, s'étendant jusqu'au sommet de la montagne. Des murailles épaisses bloquaient les vallées pouvant servir de voies d'accès à la ville, tandis que des avant-postes surveillaient ses abords.
En amont du pont de la route de Takarzane, des traces de constructions isolées subsisteraient encore, selon Guénin : une enceinte carrée d'environ 100 mètres de côté, ainsi que des postes sur les deux rives de la rivière, destinés à protéger les bas-fonds où les habitants des villes cultivaient leurs terres. Toutes ces ruines seraient caractérisées par des amoncellements de petites pierres, parsemés de pierres plus grandes et de forme régulière, qui semblent avoir été taillées mais qui se seraient mal conservées en raison de la nature friable et tendre du grès qui les compose. Quelques débris de poterie assez fine, vernissée de vermillon à l'intérieur, aurait gît à la surface du sol. Aucun indice extérieur caractéristique n'aurait permis d'établir l'origine des ruines de Tadmit ; seul le nom « Tadmit », par sa sonorité, laisserait supposer une occupation berbère.
Selon Guénin, les habitants locaux interrogés n'auraient pas transmis de tradition sur l'histoire de leur ville, à l'exception d'une légende concernant la fertilité du sol de Tadmit. Selon cette légende, la vallée de l'Oued-Tadmit était autrefois si verdoyante qu'on pouvait parcourir le trajet de Mokta-el-Oust à Tadmit au milieu de l'été sans être touché par un seul rayon de soleil. Bien que cela puisse sembler exagéré, Guénin estime indéniable que la vallée de l'Oued-Tadmit n'était pas aussi déserte qu'aujourd'hui, et qu'elle aurait abrité une population nombreuse qui y trouvait les moyens de subsister grâce à la fertilité du sol environnant et à la rivière toujours abondante en eau.

#### Interprétation
Comment interpréter la description des notes de Guénin, sur lesquelles la littérature reste complètement muette ? 
Gsell, dans son Atlas archéologique signale brièvement dans la vallée de l'oued Tadmit, sur les deux rives des ruines d'agglomérations plus ou moins importantes ; cependant, rien ne prouverait qu'elles soient d'origine romaine
Despois, un auteur bien informé sur le Djebel Amour, nie catégoriquement l'existence de toute trace d'occupation romaine dans le massif. Dans son ouvrage, il consacre des paragraphes détaillés à la description des villages et des ksour berbères abandonnés, sans faire mention de vestiges romains. De plus, il souligne l'existence d'enceintes carrées vides, qu'il interprète comme des abris à bestiaux, suggérant ainsi une activité pastorale plutôt qu'une occupation romaine. Les photographies qu'il présente dans son livre ne montrent aucun élément convaincant de présence romaine. Plus récemment, Morizot s'est appuyé sur des photos aériennes. Il est d'avis qu'il est possible de conclure que peu ou pas des sites préalablement identifiés comme tels ne sont romains, ni même très anciens. Cependant, ces mêmes vues semblent confirmer l’existence de ruines là où la carte ICN les signalait en 1951. Toutefois, il émet des doutes quant à leur caractère romain. Il estime qu'un examen au sol sera nécessaire pour définitivement trancher cette question.
D'un autre coté, la carte INC Tadjemout au 1/50.000 de 1951 répertorie de manière détaillée les ksour habités, les ksour abandonnés, ainsi que de nombreux tombeaux mégalithiques, avec quatre sites spécifiquement marqués du sigle RR réservé aux ruines romaines. Ces ruines romaines clairement identifiées suggère fortement une présence romaine dans la région. Citons parmi ces sites le Castellum Dimmidi,, à Messad (situé à environ 50 km), Hammam-Charef (aussi à env. 50 km) ou Medjedel  (à env. 130 km) de Tadmit, tous formellement identifiés comme romains.

### Époque coloniale française
Depuis au moins 1855, Tadmit prospère au milieu de plaines bien irriguées, sous la surveillance de la communauté indigène de Laghouat. L'intervention française a perturbé l'agriculture locale, redirigeant l'eau vers les nouveaux établissements coloniaux. L'établissement par le commandant Marguerite d'un poste de commandement français en 1857 a symbolisé une appropriation plus large des terres. La rhétorique coloniale qualifie l'agriculture indigène de "régressive", justifiant ainsi l'intervention européenne. Tadmit est devenu un point focal de la colonisation française, utilisant les données météorologiques et les projets d'infrastructure pour renforcer le contrôle colonial et chasser les agriculteurs indigènes des terres fertiles.
Un pénitencier pour « indigènes » a été créé en 1885, et il était en service au moins jusqu'en 1916, comme le souligne une instruction préfectorale. Durant l'été 1908, "une grave épidémie de typhus exanthématique" (65 hommes atteints et 7 décès sur un effectif; de 103 détenus) fait rage. Au cours de l'année 1913, "27 indigènes ont été internés au pénitencier de Tadmit, dont 25 pour avoir effectué le pèlerinage à la Mecque sans autorisation", en outre, "15 ont été mis en surveillance spéciale pour des causes politiques ou par mesure de sécurité publique." Le typhus fait de nouveau rage en 1917, sur 120 prisonniers, 80 succombent au typhus. Selon Sylvie Thénault, le pénitencier de Tadmit « arrivait en tête de la hiérarchie de la pénibilité » ; on l'appela aussi « l'enfer du Djebel-Amour », relève le journal Le Radical.
À la suite d'une étude menée en 1918 dans la région de Djelfa, il fut décidé d'installer à Tadmit, en 1922, dans l'ancien pénitencier, une station d'élevage ovin à Tadmit . Le troupeau initial comprenait 600 animaux, ce qui fut ramené à 250 par sélection. Dix ans après, le cheptel comprenait plus de 2200 bêtes. La station a permis de sélectionner et d'élever les races dites de « Tadmit » (qui se distingue par la finesse de sa laine), la variété dite de « Raimbi » et celle de « Zahrez ». Des doutes sur la qualité de Tadmit émergent dès les années 1950. Malgré sa réputation, le taux de mortalité y est plus élevé qu'ailleurs, avec des pertes significatives dans le cheptel en 1945. Toutefois, ce rapport est réfuté quelques moins plus tard.
Le 28 octobre 1952, à Tadmit, la Commune Mixte de Djelfa a créé un aérodrome. Situé à 50 kilomètres au sud-sud-ouest de Djelfa, il est autorisé pour un usage privé et signalé par une croix blanche au centre de la zone d'atterrissage.

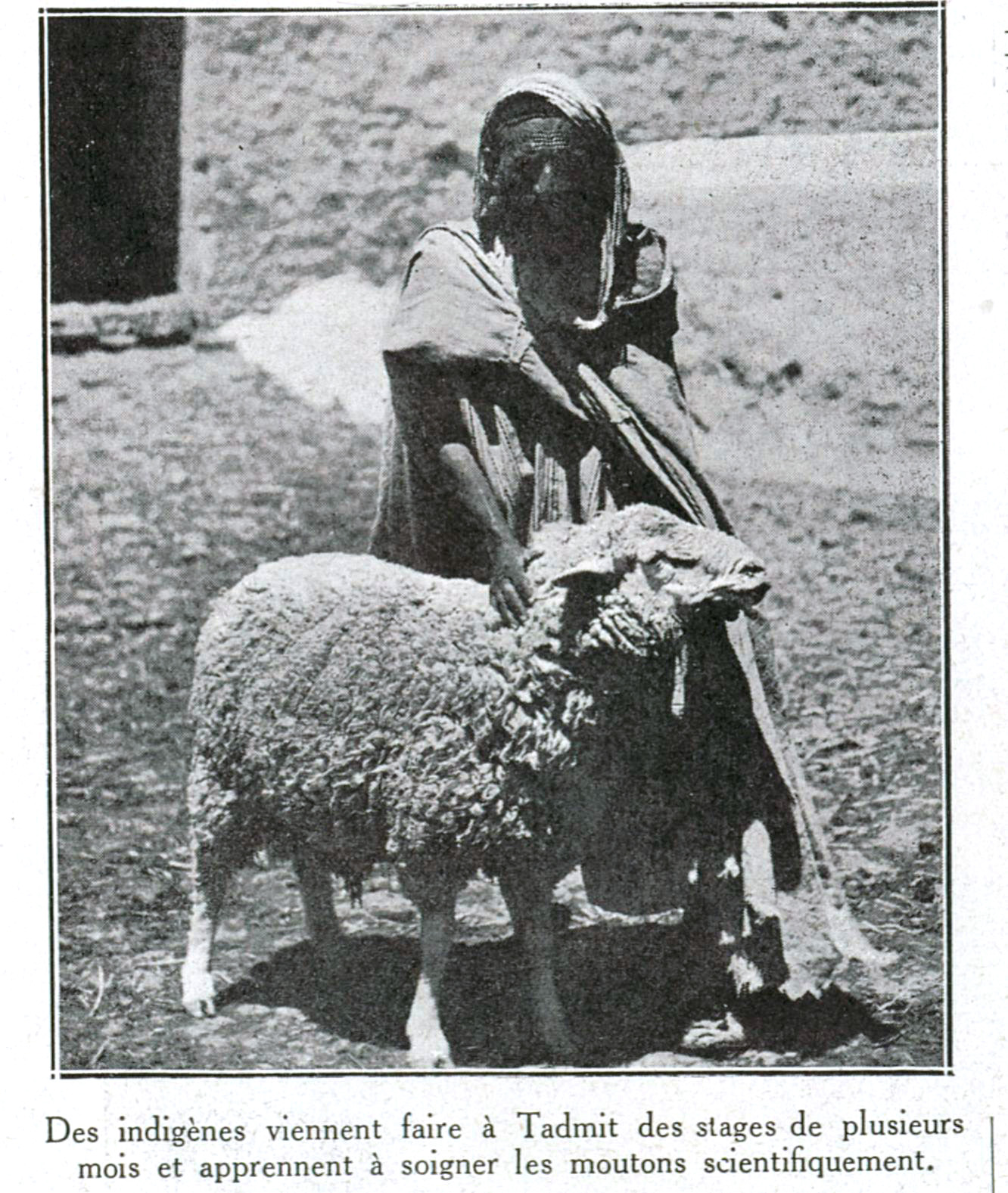
Station d'élevage ovine à Tadmit (1927).

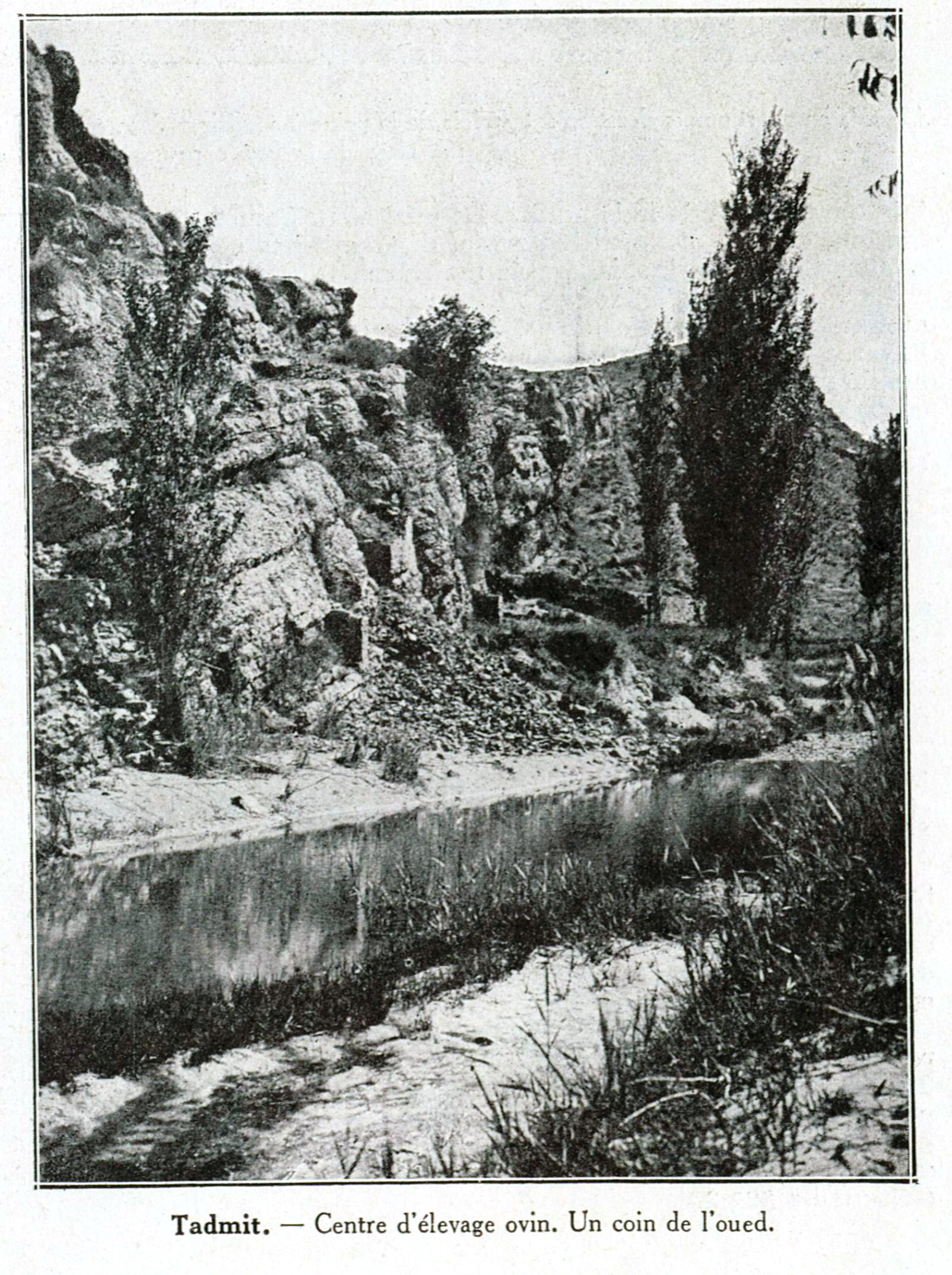
Station d'élevage ovine à Tadmit (1927).